# Григорий V (патриарх Константинопольский)
Патриа́рх Григо́рий V (греч. Γρηγόριος Ε΄, в миру Георгий Ангелопулос, греч. Γεώργιος Αγγελόπουλος; 1745 или 1746, Димитсана, Османская Греция — 10 (22) апреля 1821, Константинополь, Османская империя) — патриарх Константинопольский (1797—1798, 1806—1808, 1818—1821).
Хотя патриарх не поддерживал греческое революционное движение против Османской империи, во время восстания за независимость Греции на Пасху он был низложен и повешен турками на воротах патриархии. Канонизирован как священномученик (память 10 апреля по юлианскому календарю), в народе прозван Этномартирас (греч. Εθνομάρτυρας, что дословно означает «мученик Нации»).

## Биография
Родился в 1745 или 1746 году в Димитсане на Пелопоннесе в семье бедняков. Первоначальное образование получил на родине под руководством двух иеромонахов, а позднее продолжил обучение в Афинах у известного педагога Димитрия Воды.
В 1767 году переехал в Смирну, где его дядя иеромонах Мелетий был экклисиархом храма св. Георгия. Посещал известную смирнскую евангелическую школу. Через некоторое время переселился на Строфадские острова (в Эгейском море), где был пострижен в монашество в одном из монастырей. Позже проживал на острове Патмос в монастыре св. Иоанна Богослова, где состоял слушателем знаменитого дидаскала Даниила Керамевса в основанной им богословской школе. С Патмоса переехал в Смирну по приглашению митрополита Прокопия, сделавшего его архидиаконом и протосинкеллом.
Перевод на новогреческий язык бесед Иоанна Златоуста дал ему научную известность (1785). В 1785—1797 годы избран митрополитом Смирнским.
Возведённый на константинопольский патриарший престол впервые в 1797 году, он дважды вынужден был его оставить и в третий раз занял его в 1818 году. Много заботился об образовании духовенства; издал несколько слов Василия Великого и сочинение Аристотеля о добродетелях и пороках.
До восшествия на престол в третий раз, во время пребывания на Афоне, ему было предложено вступить в тайное общество «Филики Этерия», готовившее восстание греков против оттоманского ига; Григорий отказался, сославшись на невозможность для себя давать клятву безусловного повиновения неведомым ему вождям тайной организации.
В конце 1820 года русский посланник советовал ему покинуть Константинополь, но патриарх отказался. В конце февраля (по григорианскому календарю) 1821 года, когда Александр Ипсиланти с гетеристами перешёл реку Прут, имея намерение поднять восстание Молдовы и Валахии, патриарх Григорий отлучил всех инсургентов от Церкви, чтобы спасти оттоманских греков от расправ, которые тем не менее последовали позднее, когда началось восстание в Морее 25 марта (6 апреля) 1821 года.
В первый день Пасхи 10 (22) апреля 1821 года, Григорий был низложен, а на его место возведён Евгений Писидийский. Когда новоизбранный возвращался из Порты в патриархию с фирманом, тело Григория в полном облачении уже висело на воротах патриархии.

## Почитание. Значение
Тело казнённого провисело на воротах патриархии три дня. В связи с османскими репрессиями в Фанаре греки не решались выкупить его у палача. По одной из версий, на четвёртый день константинопольские евреи купили тело патриарха за 800 пиастров и, привязав к ногам камни, бросили в море после поруганий, по другой, сами турки выкинули тело патриарха в море после издевательств над уже бездыханным телом. 16 апреля того же года тело было найдено греческими моряками судна под русским флагом «Святитель Николай» и доставлено в Одессу, где прибывшие по приглашению градоначальника Одессы графа Александра Ланжерона греки опознали в останках покойного патриарха; погребение совершил архиепископ Кишинёвский Димитрий (Сулима). Из-за слухов о поругании евреями тела Григория V в Одессе состоялся первый в Российской империи еврейский погром, первопричиной которого была конкуренция между греческими и еврейскими торговцами.
Останки святителя покоились в Троицком греческом храме Одессы до 1871 года, когда они были перенесены в Афины.
В 1921 году был официально канонизирован Элладской православной церковью. С 2000 года его имя было внесено в святцы Московского патриархата под 10 (23) апреля (в Греции память 10 апреля по григорианскому стилю). Мощи покоятся в Благовещенском кафедральном соборе Афин.
В память о нём главные ворота Константинопольской патриархии были заклёпаны в 1821 году и остаются затворёнными (проход на территорию патриархии осуществляется через боковую дверь).
Русский исследователь истории Константинопольской церкви Иван Соколов в начале XX века писал:
«Особенно важное значение имела для греков ужасная смерть знаменитого патриарха Григория V. Она сделала этого иерарха святым и мучеником в сознании всего народа, заклеймила позором султана, упрочив за ним эпитет „убийцы“, уничтожила всякую мысль о примирении греков, пред лицом всего цивилизованного мира оправдала греков в их стремлении низвергнуть ненавистное иго и вообще оказала громадное нравственное влияние на ход дальнейшей борьбы греков. „… Вождь церкви, вселенский православный патриарх, духовный отец и представитель всего греческого народа, повешенный на воротах патриархии в великий праздник Пасхи, подвергшийся самому бесчестному наказанию, без суда и расследования его дела“, — это в глазах греков было событием чрезвычайной важности, образцом истинного исполнения христианского долга, принесением себя в искупительную жертву за спасение других, мученичеством за веру и отечество. Поэтому кончина Григория V религиозно освятила и нравственно возвысила, в сознании греков, их борьбу с турками, вдохнула в них новые силы, нравственно укрепила и оправдала их подвиги и труды. Сами турки впоследствии были крайне изумлены, когда увидели, что кончина мученика, вместо того, чтобы прекратить и подавить восстание, расширила и утвердила его».
В 2004 году диакон Андрей Кураев в статье «Только за Родину, но не за Сталина!» провёл параллель между деятельностью митрополита и впоследствии патриарха Московского Сергия и Григория V. Ему ответил публицист Николай Селищев статьёй «Верхоглядство или умысел? По поводу статьи А. Кураева» в газете «Русский вестник». В начале 2006 года председатель Синодального комитета по межцерковным и межхристианским связям Элладской православной церкви митрополит Пантелеимон (Караниколас) указал, что Григорий V считал, что для освобождения от турецкой оккупации нужна его смерть, на что он и пошёл в тот момент, когда уже не было другого выхода служить греческому народу.